# والتر فيرنر
والتر فيرنر (بالألمانية: Walter Werner)‏ هو ممثل ألماني، ولد في 11 أبريل 1883 في ألمانيا، وتوفي في 8 يناير 1956.

## أعمال

### أفلام
- (1940) اليهودي سوس

## وصلات خارجية
- والتر فيرنر على موقع IMDb (الإنجليزية)
- والتر فيرنر على موقع ألو سيني (الفرنسية)
- والتر فيرنر على موقع أول موفي (الإنجليزية)
- والتر فيرنر على موقع قاعدة بيانات الأفلام السويدية (السويدية)
- والتر فيرنر على موقع قاعدة بيانات الفيلم (الإنجليزية)
- والتر فيرنر على موقع كينوبويسك (الروسية)